# Meller Péter
Meller Péter (Budapest, 1923. március 11. – Solvang, 2008) amerikai magyar művészettörténész, klasszika-filológus és grafikusművész, Meller Dezső fia.

## Fő kutatási területe
A reneszánsz művészete.

## Életpályája
A magyarországi gótikus és reneszánsz kutakról, Leonardo da Vinciről, Masaccioról, valamint Verrocchióról írt tanulmányokat.
1956 után külföldön élt.
2017-ben rendezték meg műveiből az első magyarországi emlékkiállítást a Magyar Nemzeti Galéria grafikai kiállítóterében, Budapesten. A tárlat a mintegy hetven alkotást bemutató Szenvedély és irónia című válogatás volt.